# RoboCop 3
Série RoboCop
RoboCop 2
(1990)
Pour plus de détails, voir Fiche technique et Distribution.
RoboCop 3 est un film de science-fiction américain réalisé par Fred Dekker et sorti en 1993.
Tourné rapidement en 1991, le film est resté sur les tablettes d'Orion Pictures jusqu'en 1993, en raison de problèmes financiers de la compagnie de production.

## Synopsis
L'Omni Cartel des Produits (OCP) a réussi à mettre en œuvre son plan en acquérant la ville de Détroit après sa faillite, mais peine à concrétiser son projet de construction de Delta City. Le projet, intié par l'ancien PDG de l'OCP désormais décédé, est poursuivi avec le soutien de la Kanemitsu Corporation, une entreprise japonaise devenue actionnaire majoritaire de l'OCP, qui tente de financer le projet sous la direction d’un nouveau PDG. Kanemitsu, dirigeant de la multinationale japonaise, poursuit les plans d'expulsion des habitants du vieux Détroit pour faire place à Delta City, mais doute de la compétence de ses nouveaux partenaires.
Face à la résistance passive du département de police de Détroit contre ces expulsions, l'OCP crée une force de sécurité privée lourdement armée, les Rehabs, agissant sous le commandement de Paul McDaggett pour déloger les habitants des quartiers condamnés, dont Cadillac Heights. Nikko Halloran, une jeune habitante de Cadillac Heights experte en informatique, perd ses parents au cours des expulsions.
Une nuit, RoboCop et son équipière Anne Lewis tentent de protéger des civils contre les Rehabs, mais McDaggett abat Lewis. Incapable de riposter en raison de sa programmation, notamment dela Quatrième Directive lui interdisant d'agir contre un membre de l'OCP, RoboCop est sauvé par des membres d’un mouvement de résistance composé d'habitants de Cadillac Heights, dont Nikko, et rejoint leur cause. Grièvement endommagé lors de la fusillade, il voit ses systèmes décliner et demande aux résistants de contacter le Dr Lazarus, l’une des scientifiques responsables de sa création. À son arrivée, elle répare ses dommages et en profite pour supprimer la Quatrième Directive. Au cours d’un raid précédent sur un arsenal, la résistance a mis la main sur un prototype de jet-pack conçu pour RoboCop que Lazarus finit de mettre au point, se liant par ailleurs d'amitié avec Nikko.
Une fois remis, RoboCop mène une offensive contre les Rehabs et l'OCP. Il retrouve McDaggett et tente de le neutraliser, mais celui-ci parvient à s’échapper après avoir obtenu du résistant Coontz la localisation de la base des insurgés. De son côté, Kanemitsu a développé ses propres robots ninja, les unités "Otomo", et en envoie une pour assister McDaggett contre la résistance. Les Rehabs attaquent la base des rebelles, tuant ou capturant la plupart d’entre eux. De retour à la base dévastée, RoboCop est attaqué par un Otomo. En raison d'une nouvelle perte d’énergie, il subit de lourds dégâts, perdant son bras gauche et son pistolet Auto-9, mais parvient à éliminer son assaillant avec son canon de bras.
Pendant ce temps, Nikko s’infiltre dans le siège de l'OCP et aide Lazarus, capturée, à diffuser une vidéo révélant que l'OCP est responsable des expulsions et des assassinats des habitants de Cadillac Heights. Cette nouvelle entraîne une chute vertigineuse de la valeur des actions de l'entreprise, poussant plusieurs actionnaires et employés au suicide et ruinant la société.
McDaggett décide alors de lancer un assaut contre Cadillac Heights avec le soutien de la police de Détroit, mais celle-ci, indignée par les méthodes de l'OCP, fait défection et rejoint la résistance, transformant la révolte en une guerre ouverte contre l'OCP et poussant McDaggett à recruter des gangs de rue et des criminels pour mener à bien son plan. Après avoir vu le message de Lazarus, RoboCop intervient pour appuyer les résistants depuis les airs avec son jetpack. Il se rend ensuite au siège de l’OCP où il affronte McDaggett, mais est attaqué par deux Otomo. Nikko et Lazarus parviennent à reprogrammer les androïdes à distance, les poussant à s'attaquer entre eux. Leur mécanisme d’autodestruction se déclenche, forçant RoboCop à fuir avec Nikko et Lazarus. Le jet-pack enflammé immobilise McDaggett, qui meurt dans une puissante explosion atomique.
Alors que Détroit est en cours de pacification, Kanemitsu arrive et rencontre RoboCop et ses alliés. Il annonce au PDG de l'OCP son licenciement, mettant officiellement fin à la société et abandonnant ses projets sur Détroit. Kanemitsu s’incline ensuite respectueusement devant RoboCop et ses compagnons. L’ex-PDG d’OCP lui demande alors à RoboCop son nom ; celui-ci répond : "Mes amis m’appellent Murphy. Vous, appelez moi RoboCop."

## Fiche technique
Sauf indication contraire, les informations mentionnées dans cette section peuvent être confirmées par la base de données cinématographiques IMDb,  présente dans la section « Liens externes ».
- Titre original, français et québécois : RoboCop 3
- Réalisation : Fred Dekker
- Scénario : Frank Miller et Fred Dekker, d'après une histoire de Frank Miller, d'après les personnages créés par Edward Neumeier et Michael Miner
- Musique : Basil Poledouris
- Direction artistique : Cate Bangs
- Décors : Hilda Stark et Robert J. Franco
- Costumes : Ha Nguyen
- Photographie : Gary B. Kibbe
- Son : Kirk Francis
- Montage : Bert Lovitt
- Production : Patrick Crowley
  - Coproductrice : Jane Bartelme
  - Producteur associé : Andrew G. La Marca
- Société de production : Orion Pictures Corporation
- Distribution : Orion Pictures (États-Unis), TriStar (France)
- Budget : 22 millions de dollars[2]
- Pays de production :  États-Unis
- Langues originales : anglais, japonais
- Format[3] : couleur (DeLuxe) - 35 mm - 1,85:1 (Panavision) - son Dolby SR
- Genre : science-fiction, action, policier
- Durée : 104 minutes
- Dates de sortie[4] :
  - États-Unis : 5 novembre 1993
  - France : 7 juillet 1993
- Classification[5] :
  - États-Unis : PG-13 - Parents Strongly Cautioned (certaines scènes peuvent heurter les enfants de moins de 13 ans - Accord parental recommandé, film déconseillé aux moins de 13 ans)
  - France : tous publics avec avertissement[6]

## Distribution
- Robert John Burke (VF : Richard Darbois) : Alex J. Murphy / RoboCop
- Nancy Allen (VF : Maïk Darah) : Officier Anne Lewis
- Rip Torn (VF : Pierre Hatet) : le Président de l'OCP
- John Castle (VF : Jean-Pierre Moulin) : Paul McDaggett
- Jill Hennessy (VF : Nathalie Spitzer) : le Pr Mary Lazarus
- CCH Pounder (VF : Martine Meiraghe) : Bertha
- Mako : Kanemitsu
- Robert DoQui (VF : Mario Santini) : le Sergent Warren Reed
- Remy Ryan : Nikko
- Bruce Locke : Otomo
- Stanley Anderson (VF : Jean-Claude Sachot) : Zack
- Stephen Root (VF : Gilbert Levy) : Coontz
- Daniel von Bargen (VF : Vincent Grass) : Moreno
- Felton Perry (VF : Jacques Martial) : Donald Johnson
- Bradley Whitford (VF : Hervé Bellon) : Fleck
- Judson Vaughn : Seitz
- Lee Arenberg (VF : Med Hondo) : l'homme du hold-up
- Ron Legget : le travesti dans le commissariat
- Shane Black : Donnelly
- Jodi Long : la mère de Nikki
- Gordon Mark (VF : Éric Missoffe) : un technicien
- Eva LaRue : Debbie Dix
- Tommy Chappelle (VF : Claude Joseph) : le concierge de l'hôtel

## Production

### Développement
Fred Dekker, réalisateur de plusieurs films d'horreur, est choisi comme réalisateur. Il coécrit le scénario avec Frank Miller. Ce dernier avait été très déçu par l'utilisation de son scénario de RoboCop 2. Il voulait donc replacer certaines de ses idées rejetées par la production pour le 2e film. Mais à nouveau, l'auteur de comics est très déçu par les producteurs et décide de quitter Hollywood et l'industrie cinématographique pendant de nombreuses années, jusqu'à Sin City en 2005. Le studio voulait initialement que Fred Dekker collabore sur le scénario avec son ami Shane Black mais ce dernier travaille déjà sur Le Dernier Samaritain (1991) et Au revoir à jamais (1996).

### Choix des interprètes
Pris par le tournage du Festin nu, Peter Weller ne reprend pas le rôle de RoboCop. De plus, l'acteur avait émis plusieurs critiques sur le 2e film et sur la gêne occasionnée par le costume. Le rôle sera alors proposé notamment à Michael Dudikoff. Robert John Burke est ensuite engagé.
Plusieurs acteurs sont présents depuis le premier RoboCop : Nancy Allen (Lewis), Robert DoQui (Sergent Reed), Felton Perry (Johnson), Mario Machado (Casey Wong) et Angie Bolling (la femme d'Alex Murphy).

### Tournage
Le tournage a débuté en 1991, peu de temps après la fin de celui de RoboCop 2. Alors que des repérages avaient eu lieu à Houston et Dallas, il se déroule principalement à Atlanta dans l'État de Géorgie, notamment dans des bâtiments prévus à la démolition en vue des Jeux olympiques d'été de 1996. Les intérieurs du poste de police sont tournés dans des bureaux de The Coca-Cola Company à Atlanta.
En raison des résultats décevants de RoboCop 2 au box-office, la production bénéficie ici d'un budget réduit. Ainsi, de nombreux accessoires des précédents films et même le costume de RoboCop seront réutilisés. Plus grand que son prédécesseur Peter Weller, Robert John Burke aura beaucoup de mal à s'insérer dans le costume de RoboCop.

### Musique
Bandes originales de RoboCop
RoboCop 2
(1990) RoboCop
(2014)
Basil Poledouris, compositeur de la musique du 1er film mais absent du second, compose la bande originale de RoboCop 3.
Liste des titres
1. Main Title/Resistance - 2:35
2. Robo Saves Lewis - 3:56
3. Resistance Base - 1:36
4. Otomo Underground - 1:49
5. Murphy's Memories - 4:36
6. Robo Fights Otomo - 4:27
7. Nikko and Murphy - 1:53
8. Death of Lewis - 5:46
9. Sayonara Mcdaggiz - 13:32

## Accueil

### Accueil critique
Le film reçoit des critiques globalement négatives. Sur l'agrégateur américain Rotten Tomatoes, le film ne récolte que 9 % d'opinions favorables pour 33 critiques. Sur Metacritic, il obtient une note moyenne de 40⁄100 pour 15 critiques.

### Box-office
Le film est par ailleurs un échec au box-office. Produit pour un budget de 22 millions de dollars, il ne rapporte que 10 696 210 $. En France, il attire 620 680 spectateurs en salles.
Ce manque de succès peut s'expliquer par la violence, atténuée par rapport aux deux précédents volets (c'est le seul des trois films à ne pas être classifié Rated R (interdit aux moins de 17 ans) et à être PG-13. Le réalisateur-scénariste Fred Dekker explique qu'Orion Pictures voulait viser un public plus jeune et ainsi vendre des produits dérivés (jouets, jeux vidéo).

## Distinctions
RoboCop 3 obtient deux nominations aux Saturn Awards 1994 — meilleur film de science-fiction et meilleure actrice dans un second rôle (Nancy Allen) —. Remy Ryan est quant à elle nommée aux Young Artist Awards 1994 dans la catégorie meilleure jeune actrice dans un film dramatique.